# Maria Mucke
Pour les articles homonymes, voir Mucke.
Maria Mucke-Grünefeldt (née le 15 août 1919 à Mayence et morte le 27 mai 2018) est une chanteuse et actrice allemande.

## Biographie
Maria Mucke suit une formation au théâtre de Leipzig auprès de Lina Carstens et au conservatoire de Leipzig auprès de Gertrud Bartsch. En 1938, elle obtient son premier engagement au théâtre de Leipzig. De 1940 à 1945, elle fait partie du Théâtre national allemand à Weimar.
En 1948, elle réalise son premier enregistrement avec l'orchestre de danse de la Hessischer Rundfunk dirigé par Willy Berking. En 1950, elle signe avec Philips. Elle enregistre des chansons et des airs d'opérettes. Elle organise des tournées en Europe mais aussi en Amérique et au Maroc. À la télévision, elle apparaît dans les émissions de Hans-Joachim Kulenkampff (ARD) et Peter Frankenfeld (ZDF).
De 1992 à 2007, Maria Mucke est conférencière à l'École supérieure de musique et de théâtre de Francfort-sur-le-Main.
Elle fut l'épouse de Hans-Otto Grünefeldt, directeur des programmes de la HR de 1963 à 1981, de 1950 à sa mort en 1991.